# Acta Chromatographica
Acta Chromatographica, abgekürzt Acta. Chromatogr., ist eine wissenschaftliche Fachzeitschrift, die vom Akademiai-Verlag im Auftrag des chemischen Instituts der Schlesischen Universität veröffentlicht wird. Die Zeitschrift erscheint mit vier Ausgaben im Jahr. Es werden Artikel aus dem Bereich der Chromatographie veröffentlicht.
Die Ausgaben 1.1992–25.2013 erschienen als Druckversion, danach als „Open Access, Online Only journal“.
Der Impact Factor lag im Jahr 2014 bei 0,577. Nach der Statistik des ISI Web of Knowledge wird das Journal mit diesem Impact Factor in der Kategorie analytische Chemie an 65. Stelle von 74 Zeitschriften geführt.